# Quirat almoràvit

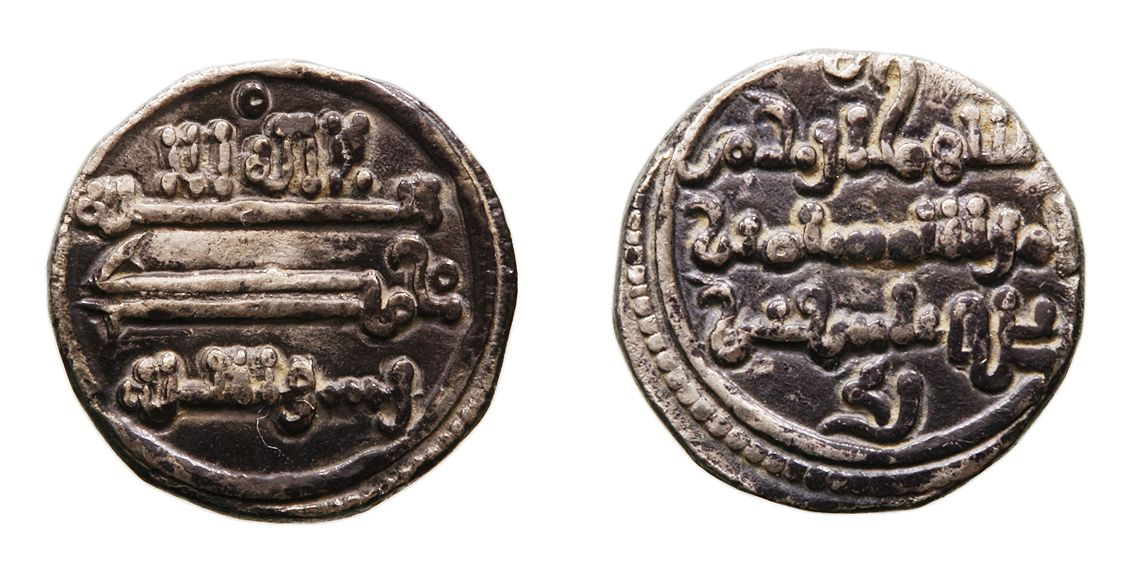
Quirat encunyat per l'almoràvit Yahya ibn Alí ibn Ghàniya entre 1145 y 1148.

El quirat fou una moneda musulmana batuda pels almoràvits d'un pes aproximat d'un gram, 1/3 de dirham.